# Bulnes (Cabrales)
Bulnes es una parroquia del concejo asturiano de Cabrales, en España, y un lugar de dicha parroquia.
Está catalogado como Uno de Los Pueblos Más Bonitos de España desde el año 2021 y pertenece desde entonces a la asociación homónima.

## Demografía
La parroquia tiene una superficie de 56,35 km² y una población empadronada de 34 personas (INE 2011) repartida entre el lugar de Bulnes (22 habitantes) y la aldea de Camarmeña (12 habitantes).  

## Situación geográfica

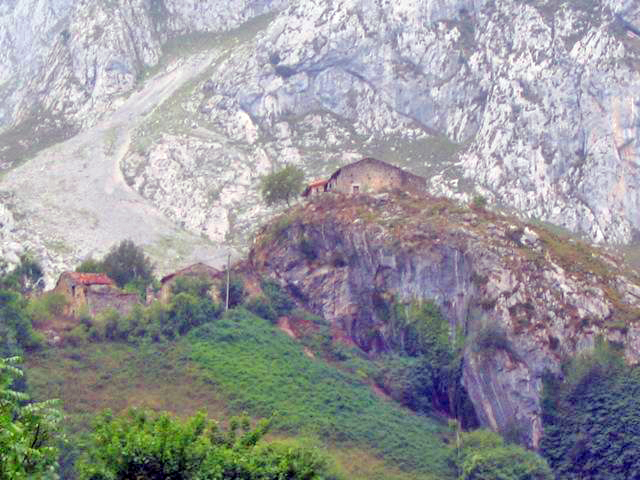
Barrio del Castillo.

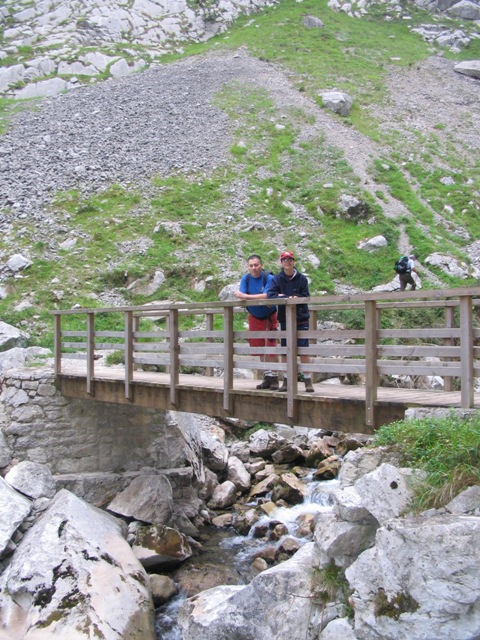
Inicio de la subida a Bulnes.

Se encuentra situada en el macizo central de los Picos de Europa.
El lugar de Bulnes se encuentra situado a 649 metros sobre el nivel del mar y dista 15 km del lugar de Carreña, capital del concejo. Está dividido en dos barrios: 
- Bulnes de Arriba o El Castillo: Es más viejo y dispone de menos edificaciones.
- Bulnes de Abajo o La Villa: Posee más servicios y edificaciones.

## Economía
Tradicionalmente, sus vecinos han vivido de la ganadería y la elaboración del queso de Cabrales, pero actualmente es un importante centro turístico fundamentalmente de practicantes del montañismo o de amantes de la naturaleza.
En Bulnes hay hoteles, bares y distintos tipos de comercios.

## Acceso
Hasta el año 2001, únicamente se podía acceder por un sendero. En la actualidad, los vecinos disfrutan de un funicular, cuyo uso es también turístico. Este tren de cable, que discurre por un túnel rectilíneo de 2227 metros, atraviesa las calizas de los Picos de Europa, más concretamente, las entrañas de la Peña Maín. Desde el año 2001 hace regularmente el trayecto entre Poncebos y Bulnes. El acceso habitual de los habitantes de Bulnes hasta la construcción del funicular se hacía por una marcada senda a través de la Canal del Tejo, que serpentea en continua subida. Desde el puente de la Jaya, al lado del cruce de Poncebos, y hasta el mismo Bulnes, hay más de 400 metros de desnivel, con pendientes que llegan a alcanzar el 18 por ciento. El camino está jalonado por unas impresionantes paredes cortadas en vertical, entre las que destaca el Murallón de Amuesa. El camino -1 hora y 15 minutos de subida- discurre al lado del río Tejo, de aguas cristalinas.

## Fiestas
Sus fiestas patronales son a la Virgen de las Nieves, el día 5 de agosto, y a San Martín, el día 11 de noviembre.

## Rutas y paseos desde Bulnes
- Paseo al barrio de Arriba ("El Castillo").
- Paseo al barrio de Abajo ("La Villa").
- Paseo a dar vista al Picu Urriellu.
- Ruta a Amuesa.
- Ruta a Pandébano.
- Desde el pueblo se puede acceder, a través de duros y empinados caminos, al Picu Urriellu, más conocido como Naranjo de Bulnes, la más mítica y renombrada cima de los Picos de Europa, lugar de culto de los alpinistas españoles por la dificultad de sus verticales, sobre todo la oeste.